# Centaurea orphanidea
Centaurea orphanidea — вид квіткових рослин родини айстрових (Asteraceae). Ендемік центральної Греції.
Населяє кам'янисті схили, кам'янисті чагарники, необроблені поля та межі оброблених полів, посушливі території, місця з антропогенним навантаженням: узбіччя доріг, оливкові гаї тощо.